# Anthothela grandiflora
Anthothela grandiflora är en korallart som först beskrevs av Michael Sars 1856. Enligt Catalogue of Life ingår Anthothela grandiflora i släktet Anthothela och familjen Anthothelidae, men enligt Dyntaxa är tillhörigheten istället släktet Anthothela och familjen Semperinidae. Enligt den svenska rödlistan är arten akut hotad i Sverige. Arten förekommer i Götaland. Artens livsmiljö är havet. Inga underarter finns listade i Catalogue of Life.